# 呂号第三十九潜水艦
|          |                                                                         |
| 艦歴     |                                                                         |
| 計画     | 昭和16年度計画（マル臨計画）                                            |
| 起工     | 1942年8月8日                                                            |
| 進水     | 1943年3月6日                                                            |
| 就役     | 1943年9月12日                                                           |
| その後   | 1944年2月2日爆雷攻撃で沈没                                              |
| 亡失認定 | 1944年3月5日                                                            |
| 除籍     | 1944年4月30日                                                           |
| 性能諸元 |                                                                         |
| 排水量   | 基準：960トン 常備：1,109トン 水中：1,447トン                           |
| 全長     | 80.50m                                                                  |
| 全幅     | 7.05m                                                                   |
| 吃水     | 4.07m                                                                   |
| 機関     | 艦本式22号10型ディーゼル2基 電動機、2軸 水上：4,200馬力 水中：1,200馬力 |
| 電池     | 1号15型240コ                                                            |
| 速力     | 水上：19.8kt 水中：8.0kt                                                |
| 航続距離 | 水上：16ktで5,000海里 水中：5ktで45海里                                 |
| 燃料     | 重油                                                                    |
| 乗員     | 61名                                                                    |
| 兵装     | 40口径8cm高角砲1門 25mm機銃連装1基2挺 53cm魚雷発射管 艦首4門 魚雷10本   |
| 備考     | 安全潜航深度：80m                                                       |

呂号第三十九潜水艦（ろごうだいさんじゅうくせんすいかん）は、日本海軍の潜水艦。呂三十五型潜水艦（中型）の5番艦。

## 艦歴
1941年（昭和16年）の昭和16年度計画（マル臨計画）により、1942年（昭和17年）8月8日、三菱重工業神戸造船所で起工。1943年（昭和18年）3月6日進水。1943年9月12日に竣工し、二等潜水艦に類別。同日、舞鶴鎮守府籍となり、訓練部隊である第一艦隊第11潜水戦隊に編入された。
11月25日、第11潜水戦隊は第六艦隊所属となる。
1943年12月25日、第34潜水隊に編入。
12月28日、呂39は舞鶴を出港し、1944年（昭和19年）1月6日にトラックに到着。17日、特設潜水母艦平安丸（日本郵船、11,616トン）に横付けして補給を行ったのちトラックを出港し、ウォレアイ環礁周辺海域に進出。
30日、ウオッゼ北東200浬地点に進出した米機動部隊の迎撃に向かうよう命ぜられる。2月1日、ウオッゼ環礁、マロエラップ環礁の航空機搭乗員の救助を命ぜられる
。2月2日、ウオッゼ付近で敵に発見されたとの緊急通信を最後に消息不明。
アメリカ側記録によると、同日夜、ウオッゼ付近で米駆逐艦ウォーカー(USS Walker, DD-517)がレーダーで浮上している潜水艦を探知し、照明弾を発射して潜水艦を照らし出した。すると潜水艦は緊急通信を発信した後急速潜航していった。ウォーカーは潜航した潜水艦をソナー探知して追尾し、その後爆雷攻撃を行い潜水艦を撃沈した。これが呂39の最期の瞬間であり、第34潜水隊司令・清水太郎大佐、艦長の館上陸太少佐以下乗員70名全員戦死。沈没地点はウオッゼ付近、北緯09度24分 東経170度32分 / 北緯9.400度 東経170.533度。
3月5日、ウオッゼ方面で亡失と認定され、4月30日に除籍された。

## 歴代艦長

### 艤装員長
- 不詳

### 艦長
- 館上陸太 少佐：1943年9月12日 - 1944年2月4日戦死[2]